# Mark Rothko
Mark Rothko, rojen Markus Jakovljevič Rotkovič (rusko Ма́ркус Я́ковлевич Ротко́вич, latvijsko Markuss Rotkovičs), ameriški slikar rusko-judovskega porekla, * 25. september 1903, Dvinsk, Vitebsk, Rusko cesarstvo (danes Daugavpils, Latvija), † 25. februar 1970, New York, Združene države Amerike
Čeprav je Rothko odklanjal bližini kakršnikoli umetniški usmeritvi, ga večinoma štejejo med abstraktne ekspresioniste. Z Jacksonom Pollockom in Willem de Kooningom spada med najbolj znane povojne slikarje v Združenih državah Amerike.